# Hadrumète
Hadrumète ou Hadrumetum est l'une des principales cités portuaires de l'Afrique romaine sur les côtes de l'ancienne province de Byzacène en Afrique proconsulaire, fondée par les Phéniciens dans l'actuelle Tunisie, en 1101 av. J.-C. Elle se trouve à l'emplacement de l'actuelle ville de Sousse.

## Histoire
Les Phéniciens auraient installé un comptoir à Utique dans l'actuelle Tunisie, en 1101 av. J.-C. selon Pline l'Ancien, puis à Hadrumète (Sousse). Les sources antiques en font mention sous divers noms, sous des formes romanisées ou hellénisées, comme Hadrumès, Hadrumètos, Adrimetum, Adrumtetum ou encore Adrymetum. Comme Carthage ou Utique, elle serait, à en suivre Salluste (Guerre de Jugurtha, 19), une fondation phénicienne prospère établie par des Tyriens. Elle devient l'un des principaux comptoirs puniques. Les stèles de son tophet, dédiées à Ba'al Hammon, en témoignent.
Selon Stéphane Gsell, la ville est assiégée par Agathocle de Syracuse en 310 av. J.-C. et, en 202-203 av. J.-C., Scipion l'Africain y fait les préparatifs de la bataille de Zama. Un temps liée à Carthage, elle jouit avec la conquête romaine d'une relative autonomie et figure parmi les sept civitates liberae de l'Afrique romaine. Elle obtient sous Trajan le titre de colonie honoraire.
En 545, les Maures d'Antalas associé à Stotzas s'emparent de la ville puis y laissent quelques troupes finalement chassées par un petit détachement byzantin arrivé par la mer avec le soutien de la population, ce qui suscite leur colère selon Procope de Césarée.

## Vie économique

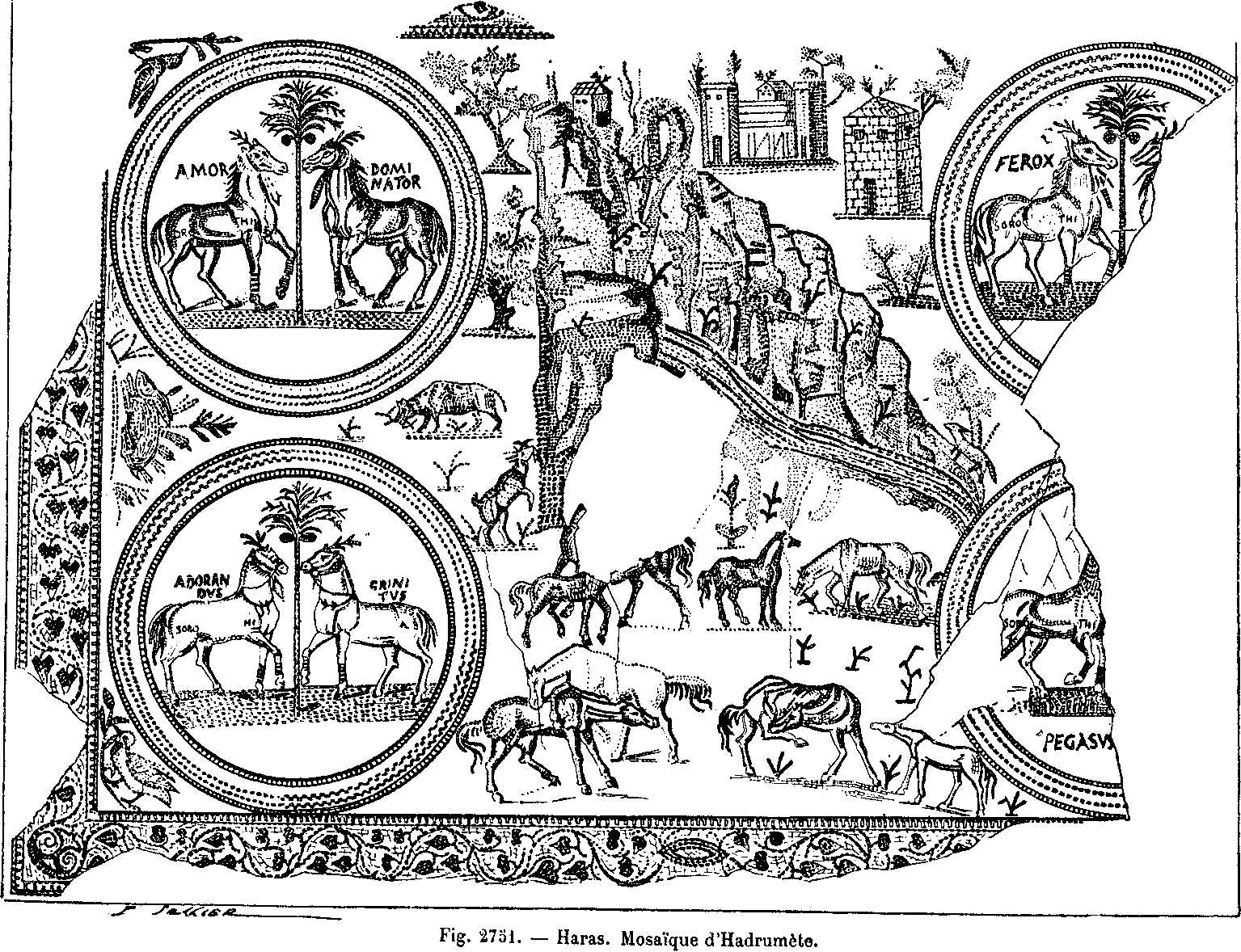
Haras sur une mosaïque d'Hadrumète retrouvée dans la même maison où a été retrouvée la mosaïque du triomphe de Neptune.

Son port, constitué par un bassin artificiel intérieur, semble avoir déjà manifesté une certaine activité à l'époque carthaginoise. Son emplacement littoral privilégié, la richesse de son arrière-pays et sa place de capitale régionale en Byzacène en font une cité opulente. Elle compte de 20 à 30 000 habitants à son apogée. La cité est connue pour sa production d'amphores de type sahélien, reflet de son dynamisme économique. Son commerce est aux mains de notables locaux et de marchands italiens.

## Vie culturelle, artistique et religieuse
L'influence romaine s'est manifestée très tôt et avec une grande variété, en particulier dans le domaine artistique. Elle est ainsi une bonne illustration de l'art romano-africain qualifié par Gilbert-Charles Picard de « baroque africain ». Deux domaines en témoignent, la poésie funéraire et l'art des mosaïques. La mosaïque la plus célèbre d'Hadrumète est sûrement celle dite de Virgile, représentant le poète entouré par deux muses. Autre trait qui illustre la romanisation de la population d'Hadrumète, la poésie funéraire nous est connue par l'épitaphe de Lucius Ummidus Liberalis (composée par son frère).
Les catacombes d'Hadrumète, en particulier ceux dit du « Bon Pasteur » et d'« Hermès », comptent plus de 15 000 sépultures datant du IIe au IVe siècle. Les niches présentent des caractéristiques propres aux tombes paléochrétiennes comme les représentations du Bon Pasteur, de la colombe et du poisson.
Dans l'église du VIe siècle, la croix est représentée au sol des fronts baptismaux, rouge, à bouts évasés avec deux feuilles et les lettres A et {\displaystyle \mho } à côté des bras. Cette représentation ignore Théodose II qui en l'an 427 interdit de figurer la Croix sur le sol. Elle doit être figurée dans les portions les plus honorables des édifices de culte. Cette interdiction est maintenue sous le règne de Valentinien III (419-455).